# 泉平
株式会社泉平（いずへい、英: Izuhei Co.,Ltd.）は、兵庫県姫路市に本社を置く総合食品商社である。

## 会社概要
関西及び西日本を地盤とする食品卸業の一社。主に冷凍食品・チルド食品に強みを持つ。この他、中国・大連で外食事業の展開などもおこなっている。
また戦前より、病院、工場等の給食分野で名を上げていることもあり、同分野にも強いことで知られる。
社名は創業者の泉平太郎の名によるもの。創業から今日まで同族経営で、経営が成されている。